# Le Heaulme
Le Heaulme ist eine französische Gemeinde mit 206 Einwohnern (Stand 1. Januar 2022) im Département Val-d’Oise der Region Île-de-France; sie gehört zum Arrondissement Pontoise und zum Kanton Pontoise. Die Einwohner nennen sich Heaulmois bzw. Heaulmoises.

## Geographie
Die Gemeinde Le Heaulme befindet sich 41 Kilometer nordöstlich von Paris. Sie liegt im Regionalen Naturpark Vexin français.
Nachbargemeinden von Le Heaulme sind Neuilly-en-Vexin im Nordwesten, Haravilliers im Nordosten, Bréançon im Südosten sowie Marines im Südwesten.

## Geschichte
Da sich das Dorf abseits von größeren Verkehrswegen befindet, blieb es von den Verwüstungen im Hundertjährigen Krieg verschont.
Im 18. Jahrhundert gehörte der Ort zur Seigneurie des Marquis de Gouy, der maréchal de camp des armées du roi und lieutenant général d’Île-de-France war.

## Bevölkerungsentwicklung
| Jahr      | 1962 | 1968 | 1975 | 1982 | 1990 | 1999 | 2006 | 2011 | 2019 |
| Einwohner | 75   | 74   | 100  | 126  | 187  | 187  | 185  | 198  | 206  |

## Sehenswürdigkeiten
- Kirche Saint-Georges, erbaut im 12./13. Jahrhundert (Monument historique)[1]